# Émilie Noulet
Émilie Noulet (Auderghem, 2 mei 1892 - Coxyde, 7 augustus 1978) was een Belgisch romanist, literatuurhistoricus en literatuurcriticus.

## Levensloop
Émilie Noulet was aanvankelijk leerkracht in het basisonderwijs. In 1918 ging ze in Brussel Romaanse filologie studeren bij Gustave Charlier. Ze behaalde haar doctorsgraad in 1924 met een proefschrift gewijd aan Léon Dierx, waarna ze ging doceren in het middelbaar onderwijs. Van 1930 tot 1940 was ze assistent van Gustave Charlier bij wie ze zich in 1940 kwalificeerde voor het hoger onderwijs met het werk L’Œuvre poétique de Stéphane Mallarmé.
Als echtgenote (sinds 1937) van de verbannen Catalaanse poëet Josep Carner i Puig-Oriol (1884-1970), ging ze, voor het uitbreken van de Tweede Wereldoorlog, met hem mee naar Mexico waar ze gedurende de hele oorlog verbleef. Daar gaf ze les en richtte samen met haar echtgenoot het tijdschrift Orbe op.
In 1945 keerde ze terug naar Brussel waar ze haar assistentschap hervatte. In 1948 werd ze chargée de cours en in 1950 universitair hoofddocent. Van 1953 tot 1962 was ze professeur titulaire aan de Université libre de Bruxelles.
In 1953 werd ze als lid toegelaten tot de Académie royale de langue et de littérature françaises de Belgique. In 1963 ontving ze een eredoctoraat van de Sorbonne in Parijs. In 1975 ontving ze de prix Albert Counson.
Émilie Noulet was sinds het einde van de jaren 1920 bevriend met Paul Valéry.

## Geselecteerd werk